# Самнер (Іллінойс)
Самнер (англ. Sumner) — місто (англ. city) в США, в окрузі Лоуренс штату Іллінойс. Населення — 2631 особа (2020).

## Географія
Самнер розташований за координатами 38°42′56″ пн. ш. 87°52′0″ зх. д. / 38.71556° пн. ш. 87.86667° зх. д. (38.715483, -87.866593).  За даними Бюро перепису населення США в 2010 році місто мало площу 3,54 км², уся площа — суходіл.

## Демографія
Згідно з переписом 2010 року, у місті мешкали 3174 особи в 331 домогосподарстві у складі 214 родин. Густота населення становила 898 осіб/км².  Було 399 помешкань (113/км²).
Расовий склад населення:
| - 47,0 % — чорних або афроамериканців - 44,8 % — білих - 0,3 % — корінних американців - 0,3 % — азіатів - 7,0 % — осіб інших рас |

До двох чи більше рас належало 0,7 %. Частка іспаномовних становила 12,7 % від усіх жителів.
За віковим діапазоном населення розподілялося таким чином: 6,6 % — особи молодші 18 років, 88,7 % — особи у віці 18—64 років, 4,7 % — особи у віці 65 років та старші. Медіана віку мешканця становила 32,8 року. На 100 осіб жіночої статі у місті припадало 631,3 чоловіків;  на 100 жінок у віці від 18 років та старших — 817,3 чоловіків також старших 18 років.
Середній дохід на одне домашнє господарство  становив 41 812 долари США (медіана — 33 125), а середній дохід на одну сім'ю — 48 194 долари (медіана — 36 838). Медіана доходів становила 16 369 доларів для чоловіків та 31 458 доларів для жінок. За межею бідності перебувало 22,9 % осіб, у тому числі 31,2 % дітей у віці до 18 років та 1,0 % осіб у віці 65 років та старших.
Цивільне працевлаштоване населення становило 196 осіб. Основні галузі зайнятості: освіта, охорона здоров'я та соціальна допомога — 39,3 %, роздрібна торгівля — 15,3 %, виробництво — 8,7 %, публічна адміністрація — 8,2 %.